# Missa solemnis en do major (Mozart)
La Missa Solemnis en do major «Dominicus», K. 66, és una missa composta per Wolfgang Amadeus Mozart el 1769. A causa de la seva longitud, la missa es classifica com una missa solemnis.
Mozart va compondre la missa per l'ordenació de Cajetan Hagenauer, fill de Lorenz Hagenauer, arrendador dels Mozart i amic de la família. Cajetan havia entrat com a monjo a l'Abadia de Sant Pere, un monestir benedictí, mentre els Mozart estaven fent la seva gran gira. Quan es va fer sacerdot el 1769, va prendre el nom de Pater Dominicus i celebrà la seva primera missa major. Aquest fet dona el sobrenom a l'obra, Dominicusmesse o Pater Dominicusmesse Leopold Mozart va dirigir l'estrena de la missa en una Església dels jesuïtes a Salzburg. Es creu que l'èxit d'aquesta actuació va impulsar la primera gira italiana de Wolfgang.

## Estructura i instrumentació
Consta de sis moviments:
1. Kyrie Adagio, do major, 4/4
—Kyrie eleison... Allegro, do major, 3/4
2. Gloria Allegro moderato, do major, 3/4
—Laudamus te... Andante grazioso, fa major, 2/4; soprano/alto duet
—Gratias agimus tibi... Adagio, do major, 4/4
—Propter magnam gloriam tuam... Allegro, do major, 4/4
—Domine Deus... Un poco andante, sol major, 3/4; solo de tenor
—Qui tollis peccata mundi... Un poco adagio, sol menor, 4/4
—Quoniam tu... Andante ma un poco Allegro, fa major, 3/4; solo de soprano
—Cum Sancto Spiritu... Alla breve, do major, 2/2
3. Credo Molto allegro, do major, 4/4
—Et incarnatus est... Adagio, fa major, 3/4; solistes
—Crucifixus... Adagio, do menor, 4/4
—Et resurrexit... Molto allegro, do major, 4/4
—Et in Spiritum Sanctum Dominum... Andante, sol major, 3/4; solo de tenor
—Et in unam sanctam... Moderato, do major, 4/4
—Et vitam venturi saeculi... Allegro, do major, 3/4
4. Sanctus Adagio, do major, 4/4
—Pleni sunt coeli et terra... Allegro, do major, 3/4
—Hosanna in excelsis... Moderato, do major, 4/4
5. Benedictus Allegro moderato, sol major, 4/4; solistes
—Hosanna in excelsis... Moderato, do major, 4/4
6. Agnus Dei Allegro moderato, do major, 4/4
—Dona nobis pacem... Allegro, do major, 3/8
L'obra està instrumentada per a quatre solistes (soprano, contralt, tenor i baix), cor mixt a quatre veus, violins (I i II), dos oboès, dues trompes, dos clarins (trompetes agudes), dues trompetes i baix continu.